# Kính Xuyên
Kính Xuyên (chữ Hán phồn thể:涇川縣, chữ Hán giản thể: 泾川县, bính âm: Jīngchuān Xiàn, âm Hán Việt: Kính Xuyên huyện) là một huyện thuộc địa cấp thị Bình Lương, tỉnh Cam Túc, Cộng hòa Nhân dân Trung Hoa. Huyện Kính Xuyên có diện tích 1486 km², dân số năm 2004 là 330.000 người. Mã số bưu chính của huyện Kính Xuyên là 744300. Chính quyền huyện đóng ở trấn Thành Quan. Về mặt hành chính, huyện này được chia ra các đơn vị hành chính gồm trấn, hương.
- Trấn: Thành Quan, Ngọc Đô, Cao Bình và Lệ Bảo.
- Hương: Nội Phong, Vương Thôn, La Hán Độg, Kính Minh, Hồng Hà, Diêu Điếm, Phi Vân, Thái Bình, Phong Đài, Đường Nguyên.